# 나홀로 이식당
《나홀로 이식당》은 대한민국의 텔레비전 및 유튜브 예능 프로그램으로 2020년 7월 31일부터 2020년 10월 9일까지 tvN과 유튜브 채널 십오야에서 방영되었다.

## 출연자
- 이수근